# Howard Davis (pugile)
Howard Edward Davis Jr. (Glen Cove, 14 febbraio 1956 – Plantation (Florida), 30 dicembre 2015) è stato un pugile statunitense.

## Carriera
Già campione del mondo dilettanti dei pesi piuma nella prima edizione della competizione, disputata a L'Avana, nella quale vinse l'unico titolo per gli Stati Uniti d'America, nel 1976 vinse la medaglia d'oro nei pesi leggeri alle Olimpiadi di Montréal, sconfiggendo in finale il rumeno Simion Cuţov e aggiudicandosi anche la Coppa Val Barker, assegnata al pugile ritenuto in assoluto il migliore tecnicamente del torneo olimpico, secondo statunitense a vincere il trofeo dopo Louis Laurie a Berlino nel 1936.
Passato professionista nel 1977, ha disputato tre incontri validi per il titolo mondiale (due nella categoria dei pesi leggeri e una dei welter junior) venendo però sconfitto in tutte le tre sfide (da Jim Watt, Edwin Rosario e Buddy McGirt).

## Dopo il ritiro
Cessata l'attività agonistica,  è divenuto istruttore di arti marziali miste, allenando fra gli altri Chuck Liddell.

## Morte
È scomparso nel 2015 all'età di 59 anni a seguito di un tumore polmonare che gli era stato diagnosticato nel corso dell'estate.

## Palmarès
Olimpiadi
- 1 medaglia:
  - 1 oro (pesi leggeri a Montréal 1976).

Mondiali dilettanti
- 1 medaglia:
  - 1 oro (pesi piuma a L'Avana 1974)